# 強烈熱帶風暴韋帕 (2025年)
強烈熱帶風暴韋帕（國際編號：2506，聯合颱風警報中心：WP092025，菲律賓大氣地球物理和天文管理局：Crising）是2025年太平洋颱風季第6個被命名的熱帶氣旋。「韋帕」一名由泰國提供，是婦女的名字。此名稱為第5次使用，巧合地對上一次使用此名的2019年同名風暴前身亦為「季候風低壓」，挾帶廣闊環流吹襲華南。
韋帕源自2025年7月中旬活躍於西北太平洋的季候風槽，以「季候風低壓」的姿態發展而成。由於人工智能預報模式連續多報預測韋帕會對廣東沿岸構成重大威脅，因此風暴未形成便引起香港氣象愛好者的熱烈討論。韋帕最終在南海北部進一步增強為颱風，並以巔峰強度正面吹襲珠江口一帶，導致香港天文台和澳門氣象局需要發出2年來首次十號熱帶氣旋警告信號。雖然港澳兩地皆有近海平面實測颶風紀錄，但是日本氣象廳仍只評定韋帕為強烈熱帶風暴，實測數據顯示該評級錯誤。

## 發展過程

### 環流龐大發展遲緩
2025年7月初的颱風丹娜絲肆虐台灣及華南過後，熱帶輻合帶仍然活躍，一道季候風槽在南海至西北太平洋發展。早在丹娜絲的殘餘尚未徹底消散，仍為華南帶來大雨期間，歐洲中期天氣預報中心的傳統電腦數值預報、以及人工智能預報模式都已顯示季候風槽當中會有一個廣闊低壓區在菲律賓以東海域生成，並大致移向南海北部。這個預報中的低壓區在7月15日形成，美國海軍研究實驗室給予其熱帶擾動編號96W，聯合颱風警報中心對該系統評級為「低」。受惠於水溫超過攝氏30度的炎熱海水供應龐大能量，該低壓區開始整合其組織並發展出低層環流中心，日本氣象廳在7月16日早上8時把該系統升格為熱帶低氣壓，隨即對其發佈烈風警報，即表示系統可能於1日內增強為熱帶風暴。與此同時，台灣中央氣象署亦把該低壓區升為熱帶低氣壓，並給予編號TD09。香港天文台亦於下午4時15分表示菲律賓以東的低壓區正逐漸增強，「一個熱帶氣旋似乎在形成中」，至晚上8時45分把該低壓區升為熱帶低氣壓；聯合颱風警報中心則在下午2時對該系統評級提升為「中」，並評估該系統為一季候風低壓，至17日午夜12時把評級提升為「高」並同步發出熱帶氣旋形成警報。此時歐洲中期預報中心電腦數值預報的運算結果顯示，隨著副熱帶高壓脊向西伸展，該系統移入南海北部並大致移向廣東西部至海南沿岸的機會甚高，且會在南海北部進一步增強，不過實際登陸位置及最終強度仍存有變數。
然而由於系統屬於季候風低壓，環流較為龐大，因此整合需時。在7月17日向西北移近呂宋期間，低壓系統的組織仍較為鬆散，甚至曾經出現雙中心。日本氣象廳對此熱帶低氣壓發出烈風警報43小時後，在7月18日凌晨3時05分才把該系統升為熱帶風暴，並命名為「韋帕」，給予國際編號2506；香港天文台隨即在凌晨3時半緊接表示「位於菲律賓以東的熱帶低氣壓已增強為熱帶風暴，並命名為韋帕」。聯合颱風警報中心則未有因應命名而把韋帕即時升格，直至當晚8時才表示從紅外線衛星雲圖中評估韋帕中心已自季風低壓性質完成過渡，加上系統中心東側已出現烈風，因而跳過熱帶低氣壓分級，把韋帕直接升為熱帶風暴，並給予熱帶氣旋編號09W。

### 繞過呂宋明顯增強
韋帕預測路徑的主要變數在於韋帕會否登陸菲律賓呂宋，令風暴結構受到地形影響，引致後續路徑出現不確定性。不過由於黃海上空的西風槽短暫抑制副熱帶高壓脊，因此韋帕在7月18日繼續採取較偏西北路徑，繞過呂宋東北角，當晚進入呂宋海峽。因為韋帕的中心環流與呂宋高山地形保持一段距離，所以免受呂宋地形直接破壞結構，加上水溫攝氏30度的炎熱海水、垂直風切變較弱及良好的赤道方向高空輻散，為翌日（19日）的進一步增強奠定基礎。
韋帕在7月19日午夜時份成功整合其廣闊而鬆散的組織，開始迅速而顯著增強，衞星雲圖上可見韋帕發展出中心密集雲團。香港天文台於7月19日凌晨5時45分把韋帕升為強烈熱帶風暴；日本氣象廳亦於下午2時作出此項升格。當日早上韋帕移入南海東北部，隨著副熱帶高壓脊再次向西伸展，韋帕稍為加速，路徑漸轉偏西，以時速25公里移向珠江口一帶。入夜後韋帕有跡象建立一個較大型的風眼，中國國家氣象中心和香港天文台接連在晚上11時及11時45分把韋帕升為颱風。至此階段，各官方氣象部門及電腦數值預報的「集合預報」運算結果基本上已鎖定韋帕將於翌日（20日）正面吹襲珠江口，在香港南面100公里或以內掠過；隨後轉受南亞高壓引導，改為採取西南偏西的移動路徑，大致沿廣東西部海岸線移向雷州半島。

### 巔峰直襲珠江口
7月20日凌晨韋帕持續增強並向西北偏西移動，至早上已在衛星雲圖上形成一模糊風眼，該大型風眼於雷達圖上更是清晰可見。韋帕在上午以巔峰強度正面吹襲珠江口一帶，期間香港天文台把韋帕的接近中心最高持續風速進一步上調至每小時140公里。雖然港澳兩地皆有近海平面實測颶風紀錄，但是作為世界氣象組織指定之西北太平洋區域專責氣象中心的日本氣象廳仍只評定韋帕僅達強烈熱帶風暴上限，拒絕把韋帕升為颱風，實測數據顯示該評級錯誤。
之後韋帕在澳門至珠海對開海域開始轉向西至西南偏西移動，反映引導韋帕的主要天氣系統由副熱帶高壓脊過渡為南亞高壓。中國國家氣象中心宣佈韋帕於下午5時50分在廣東省台山市海宴镇以颱風級強度沿海登陸，登陸時中心附近最大風力有12級（每秒33米）。韋帕登陸前風眼已被填塞，中國國家氣象中心在韋帕登陸後隨即把韋帕降為強烈熱帶風暴，香港天文台在晚上7時45分跟隨降級。中國國家氣象中心宣佈韋帕於當晚8時15分在廣東省阳江市江城区海陵岛沿海再次登陆，登陸時中心附近最大風力有10級（每秒25米），不久後更在晚上9時已經把韋帕進一步降為熱帶風暴。

### 粵西海岸線平行
經過兩度登陸珠江口以西一帶後，韋帕於20日晚間至21日在南亞高壓引領下，沿廣東西部海岸線向西或西南偏西移動，橫過雷州半島。由於韋帕保持近岸，因此結構未受地形明顯破壞，然而繼中國國家氣象中心後，日本氣象廳亦在21日上午9時一度把韋帕降為熱帶風暴；不過香港天文台則一直評估韋帕仍保持強烈熱帶風暴下限水平。當日上午韋帕進入北部灣並減速移動，受惠於炎熱海水而有跡象重新組織，日本氣象廳與中國國家氣象中心都在當晚8時把韋帕再度升為強烈熱帶風暴。
根據聯合颱風警報中心及中國國家氣象中心資料，韋帕於7月22日上午9時半左右在越南太平省沿海作最後登陆。受到地形摩擦，韋帕的中心密集雲團崩解，中國國家氣象中心和日本氣象廳於上午11時把韋帕再度降為熱帶風暴，香港天文台在上午11時45分亦作出此項降級；聯合颱風警報中心則在下午2時對韋帕發佈最後警報。此後韋帕進一步減弱，中國國家氣象中心在下午5時把韋帕降為熱帶低氣壓，3小時後宣佈停止編號；香港天文台則延至23日凌晨3時45分才把韋帕降為熱帶低氣壓，至上午9時45分再降為低壓區。然而韋帕的殘餘低壓區未有即時消散，而是持續為中南半島帶來惡劣天氣。香港天文台分析指出，韋帕的殘餘低壓區與菲律賓附近另外兩個新發展的熱帶氣旋范斯高和竹節草組成一個大型「季候風渦旋」，多個對流雲團同時發展，互相牽引並爭奪水汽，此消彼長令隨後華南沿岸天氣的變數仍然頗大。

## 影響
| 國家／地區 | 死亡人數 | 受傷人數 | 失蹤人數 | 總損失 (美元) |
| ---------- | -------- | -------- | -------- | ------------- |
| 菲律賓     | 40       | 33       | 8        | $3.99億       |
| 臺灣       | 1        | 0        | 0        | 未知          |
| 香港       | 0        | 33       | 0        | $2.55億       |
| 澳門       | 0        | 5        | 0        | 未知          |
| 中國大陸   | 2        | 0        | 10       | 未知          |
| 越南       | 7        | 9        | 2        | $1.65億       |
| 泰國       | 2        | 1        | 0        | 未知          |
| 緬甸       | 4        | 0        | 未知     | 未知          |
| 總數       | 56       | 81       | 20       | $8.19億       |

### 菲律賓
當地發出之最高風暴信號：二號風暴信號
韦帕引入活躍西南季候風，中部的西米沙鄢地区和北部的伊罗戈斯地区出现暴雨。菲律宾中部城市宿务和北部邦阿西楠省乌明岸镇因受灾严重，已于18日宣布进入灾难状态。
截至7月21日早上8时，韦帕已在菲律宾造成30死、10人受伤、7人失蹤，超过80万人受灾，经济损失达到68亿菲律宾比索（1.38亿美元）。

### 臺灣
當地發佈之颱風警報：海上颱風警報

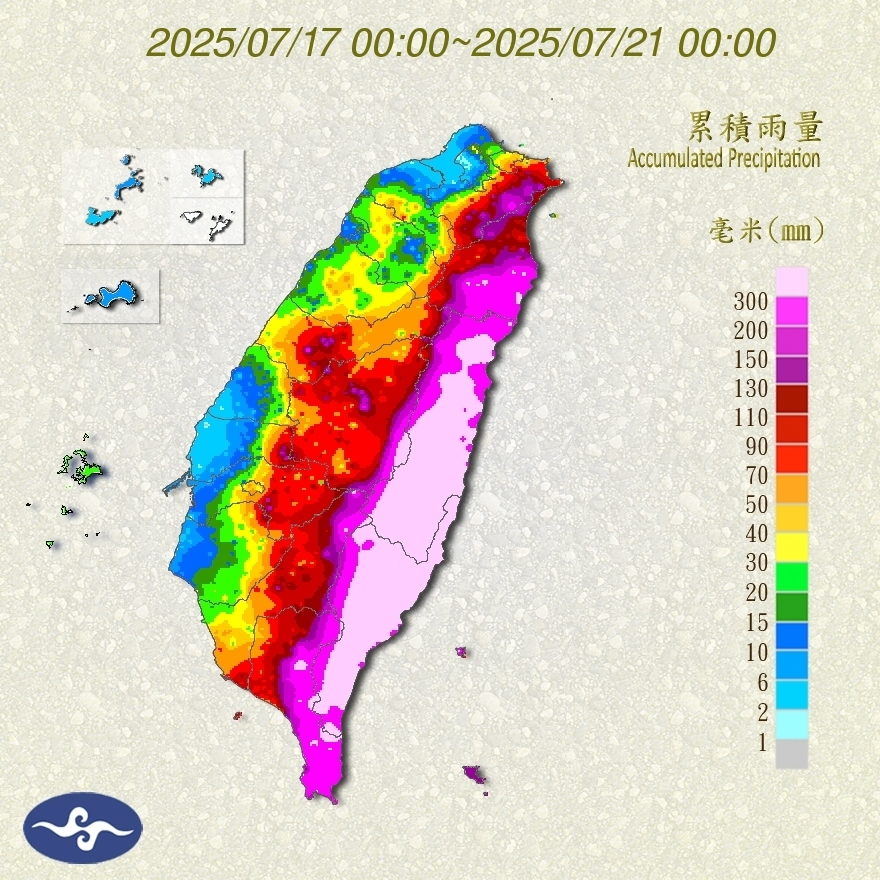
颱風薇帕及其外圍環流於2025年7月17日至20日通過台灣鄰近海域之累積雨量

由於薇帕採取較預期偏北的移動路徑，對巴士海峽、東沙島附近等臺灣鄰近海域構成威脅，交通部中央氣象署在7月18日上午11時半發佈海上颱風警報，當時薇帕集結在鵝鑾鼻之東南約560公里。受到薇帕的廣闊外圍環流影響，中央氣象署對整個臺灣東岸發佈豪雨特報，並特別警告花東地區之山區可能在地形抬升作用下出現大豪雨。
薇帕在東台灣帶來強勁的雨勢，自18日凌晨至20日上午9時，台東卑南鄉利嘉林道累積雨量測得620毫米、東海岸成功鎮測得495毫米、太麻里金針山測得473毫米、縱谷關山鎮及鹿野測得444毫米、花蓮玉里與富里測得逾523毫米；而花蓮縣一名男子開車行經台9線鳳林段，因雨勢過大加上晚上視線不佳而撞死另一懷疑違規未走斑馬線、直接穿越馬路的男子；20日上午再有駕駛行經台9線南下往鯉魚潭方向行駛，因天雨路滑及積水坑洞，導致車輛打滑偏移撞到電線桿後翻車。受到強勁雨勢的影響，南橫公路、南迴公路一度因坍方而中斷行駛；屏南地區則因回南導致多個商區攤販造吹翻而無法正常營業。臺灣鐵路在受到薇帕外圍環流影響的期間，於瑞源到關山路段因水淹軌道被迫停駛，知本溪的出海口亦有堤防崩塌。台東縣更有民眾目測龍捲風的發生，並造成達仁鄉南田部落的一名70歲金姓老婦差點遭到捲走而受傷。交通部中央氣象署預報員王建棠透過雷達觀測的渦旋資料初步分析龍捲風路徑，指在19日上午9時左右有3顆渦旋移入台灣東部陸地，其中一顆強度較強。
交通部航港局指出，受到薇帕影響，共有14航線、114航次在19日停航；交通部民用航空局則指當日國內線共有8架次停飛。隨著薇帕加速移向華南，逐漸遠離台灣並不再構成影響，中央氣象署在19日下午5時半解除所有颱風警報。

### 香港
- 當地發出之最高熱帶氣旋警告信號： 十號颶風信號
- 最接近當地時間：2025年7月20日中午12時
- 最接近當地位置：香港天文台總部之西南偏南約50公里（正面吹襲）[註 7]

#### 嚴陣以待
香港天文台於7月17日下午12時15分發出「特別天氣提示」，表示韋帕會在18日晚上至19日初時進入距離香港800公里範圍，隨後會逐步增強並靠近廣東西部沿岸。受韋帕的強風區及外圍雨帶影響，19日稍後至21日香港風勢頗大，會有狂風大驟雨，海有大浪及湧浪，天文台呼籲市民遠離岸邊及停止水上活動。天文台於18日下午4時更新之「特別天氣提示」更表示預料韋帕在20日會於距離香港50公里範圍左右掠過，預計當日天氣惡劣，呼籲市民密切留意最新風暴消息。
天文台在7月19日凌晨2時20分發出一號戒備信號，當時韋帕集結在香港之東南偏東約780公里。天文台表示，預料一號信號最少維持至中午，會在當日下午2時至3時發出三號信號；並在同日下午視乎韋帕與珠江口的距離、其強度及香港風力變化，評估是否需要在20日初時發出更高熱帶氣旋警告信號。受到韋帕的外圍下沉氣流影響，當日香港天氣酷熱，氣溫普遍升至攝氏33度左右。隨著韋帕繼續增強及高速逼近，天文台在下午2時20分發出三號強風信號，當時韋帕移至香港之東南偏東約520公里。天文台表示將於翌日（20日）午夜12時至凌晨2時發出八號信號，且會視乎韋帕與香港的距離、韋帕會否進一步增強為颱風及境內風力變化，評估是否需要在早上發出更高熱帶氣旋警告信號，並警告20日日間天氣持續惡劣，部份沿岸和低窪地區會在早上受風暴潮影響而可能出現海水倒灌，呼籲市民盡快完成所有防風措施。

#### 天氣急劇轉壞
天文台在19日下午6時45分宣佈預計在20日凌晨12時20分發出八號熱帶氣旋警告信號，而作為2小時正式預警的「熱帶氣旋之特別報告」如期在19日晚上10時20分發出。19日日落時份香港的天氣仍持續酷熱，不過受到韋帕的強烈外圍雨帶影響，入夜不久香港天氣旋即急劇轉壞，有狂風大驟雨且風勢明顯增強，多處地方如大尾篤、塔門、西貢、長洲、坪洲，以至港內的中環碼頭及尖沙咀天星碼頭，風力飆升至強風水平，橫瀾島更短暫吹烈風。天文台在7月20日凌晨12時20分發出八號東北烈風或暴風信號，當時韋帕集結在香港之東南偏東約280公里，並增強為颱風。天文台再次警告，韋帕會於當日早上在天文台總部南面50公里左右掠過，香港將受烈風至暴風影響，日間天氣持續惡劣，八號或以上信號會在日間大部份時間維持生效；而天文台會視乎韋帕與香港距離及境內風力變化，評估是否需要在早上發出更高熱帶氣旋警告信號，此外受風暴潮威脅，部份沿岸和低窪地區可能在早上出現海水倒灌，呼籲市民密切留意最新風暴消息，並立即完成所有防風措施。
隨著韋帕的中心環流逼近，20日日出時份各區風勢穩步上揚，廣泛地區受強風影響，離岸吹烈風；但主要風向為北至西北風，而非八號信號所示之東北風，然而天文台未有改發八號西北烈風或暴風信號。天文台在20日凌晨5時45分宣佈預計在早上7時20分發出九號熱帶氣旋警告信號，並表示預計韋帕的颶風區會相當接近香港，境內風勢將進一步增強；而風暴潮疊加漲潮導致吐露港水位上漲，大埔滘水位上升至海圖基準面以上3米左右。是次亦為天文台自2024年宣佈加強九號及十號信號提示訊息以來，首次以「特別天氣提示」方式提早宣佈九號熱帶氣旋警告信號的發出時間。

#### 正面吹襲香港
天文台在7月20日早上7時20分發出九號烈風或暴風風力增強信號，當時韋帕集結在天文台總部之東南約110公里。這是自2023年強颱風小犬正面襲港後，2年以來首個九號信號。天文台隨即表示會視乎境內風力變化，評估是否需要發出十號熱帶氣旋警告信號，並再次警告預料韋帕會在隨後數小時最接近香港，並於接近中午在天文台總部南面50公里左右掠過，對香港構成重大威脅，香港將由偏北風逐漸轉吹東至東南風，原先受遮蔽的地方可能會變得當風，呼籲市民切勿外出，並要對風向轉變保持高度警覺。受到韋帕的眼壁進襲，香港轉吹東至東北風，風勢急劇增強，廣泛地區風力在短短個多小時內飆升至烈風程度，上午9時起普遍地區刮起暴風，東南部的橫瀾島更開始吹颶風。
九號信號維持2小時後，天文台在上午9時20分發出十號颶風信號，當時韋帕移至天文台總部之東南偏南約70公里。這是繼2023年超強颱風蘇拉後，2年以來首個十號信號；而自2017年超強颱風天鴿正面襲港起計，天文台需於8年內4次發出最高熱帶氣旋警告信號，是自1960年代以來最頻密。天文台表示十號信號會維持至下午初段，並警告市民必須留意極具破壞性的風力，切勿離開有遮蔽的地方。香港風力繼續急升，多處地方受暴風影響，南部地區更達颶風程度，當中長洲泳灘及橫瀾島持續吹颶風，長洲主站亦短暫錄得颶風水平的持續風速。韋帕在中午12時最接近香港，在天文台總部之西南偏南約60公里掠過。天文台在下午12時45分表示十號信號會最少維持至下午3時，隨後視乎風力減弱程度考慮改發較低熱帶氣旋警告信號。

#### 雨勢加劇
隨著韋帕移向珠江口以西一帶並開始遠離香港，境內風力開始回落。天文台在下午1時45分表示，考慮於下午4時至5時改發較低熱帶氣旋警告信號。然而韋帕的中心環流內，一道東南至西北走向的強烈雨帶由港島東區經九龍東向新界北急速發展，為香港普遍地區帶來頻密狂風暴雨。天文台先在下午3時10分發出黃色暴雨警告信號，並在下午3時45分發出紅色暴雨警告信號；下午4時05分加發新界北部水浸特別報告，維持至晚上9時20分。暴雨期間多處地方錄得超過70毫米雨量，黃大仙及新界部份地區累積雨量更達140毫米，龍翔道近黃大仙中心一段及彩虹邨對開一段分別出現嚴重水浸。隨着雨勢減弱，天文台在下午5時正改發黃色暴雨警告信號，至下午6時15分取消所有暴雨警告信號。
天文台在下午4時10分改發八號東南烈風或暴風信號，當時韋帕集結在香港之西南偏西約140公里。由於香港風勢迅速而顯著緩和，因此天文台隨即表示考慮在當晚7時至9時改發較低熱帶氣旋警告信號；至下午5時45分更已宣佈預計在晚上7時40分改發三號熱帶氣旋警告信號。港鐵露天路段、輕鐵、大部分巴士、渡輪和跨境高鐵服務一度全線暫停，至傍晚風勢減弱，陸續恢復營運。隨著香港風力快速而穩定下降，天文台在晚上7時40分改發三號強風信號，當時韋帕移至香港之西南偏西約180公里，並減弱為強烈熱帶風暴。天文台表示三號信號會維持一段時間，當韋帕對香港的威脅進一步減低時，天文台會改發一號信號，或以強烈季候風信號取代熱帶氣旋警告信號。晚間韋帕沿廣東西部之海岸線繼續遠離，香港風力在晚間進一步下跌至強風水平以下。天文台在7月21日凌晨3時20分改發一號戒備信號，當時韋帕集結在香港之西南偏西約340公里。天文台表示當韋帕對香港的威脅解除時，會取消所有熱帶氣旋警告信號。一號信號維持不足2小時，天文台在凌晨5時10分取消所有熱帶氣旋警告信號，當時韋帕移至香港之西南偏西約400公里。根據政府公佈，韋帕正面襲港造成33人受傷。
韋帕吹襲期間，天文台測風網絡8個參考自動氣象站有7個錄得強風，當中4個錄得烈風，2個錄得暴風，長洲更吹颶風，三號及八號信號均達標，是2007年採用此測風網絡後，第10次達標的八號信號；但機場及沙田均以些微之差，分別未能錄得暴風及強風，令韋帕成為採用此測風網絡後的十號信號中，8個參考站惟一一次未能全面錄得強風的案例。風暴期間，長洲、西貢、機場、流浮山、啟德、打鼓嶺和青衣分別錄得最高10分鐘平均風速為每小時119、89、87、73、56、48及44公里。

### 澳門
- 當地發出之最高熱帶氣旋信號： 十號風球
- 當地發出之最高風暴潮警告：黃色風暴潮警告
- 最接近當地時間：2025年7月20日下午2時
- 最接近當地位置：澳門氣象局總部之西南偏南約30公里（正面吹襲）

#### 步步緊逼
地球物理氣象局於7月16日上午11時發出一則特別推送，表示位於西北太平洋的熱帶擾動會在隨後數日發展成熱帶氣旋及移入南海，有機會以近距離掠過珠江口以南。氣象局於7月17日下午5時發出一則熱帶氣旋消息，表示韋帕正逐漸增強，預料會在19日初時進入澳門800公里範圍。受到韋帕的外圍下沉氣流影響，澳門天氣酷熱，並且有驟雨及雷暴。翌日氣象局再度發出一則熱帶氣旋消息，表示韋帕可能採取更接近珠江口的路徑，不排除發出八號熱帶氣旋信號及風暴潮警告的可能性，氣象局呼籲市民留意最新天氣資訊，並適時做好防風措施。
氣象局在19日凌晨5時正發出一號風球，當時韋帕集結在澳門之東南偏東約770公里，在19日下午至晚間改發三號風球的可能性為高，改發八號風球的可能性為中等至較高，而發出藍色風暴潮警告信號的可能性為高，發出黃色風暴潮警告的可能性為中等。氣象局隨即在上午11時表示因韋帕採取比較西北的路徑，對澳門的風險非常明顯，因此會在下午5時至晚上8時改發三號風球，二發出八號風球的可能性為高。同時，氣象局表示因天文大潮和風暴潮相互影響，低窪地區可能發生水浸，因此亦會在下午2時發出藍色風暴潮警告。氣象局在下午2時發出藍色風暴潮警告，並表示低窪地區以及內港可能出現0.5米以下的水浸。氣象局亦表明不能排除韋帕正面襲澳，因此發出九號風球的可能性為中等至較高。氣象局在下午5時半發出三號風球，當時韋帕移至澳門之東南偏東約550公里。氣象局表示會在20日凌晨3時至早上6時發出八號風球，而發出九號風球的可能性為中等至較高；氣象局也因內港以及低窪地區可能出現更嚴重的水浸，因此黃色風暴潮警告的可能性調高到中等至較高。晚上8時30分，氣象局因韋帕會帶來更嚴重的水浸情況，將會在晚上11時改發黃色風暴潮警告。受到韋帕的外圍雨帶影響，氣象局在晚上8時45分發出黃色暴雨警告信號，在晚上10時取消。氣象局在晚上11時發出黃色風暴潮警告，並且表示會在凌晨4時發出八號東北風球。

#### 年內最早十號風球
氣象局於凌晨4時發出八號東北風球，當時韋帕位於澳門之東南偏東約230公里。民防行動中心隨即宣佈澳門進入即時預防狀態。在發出八號風球後，澳門大橋氣象站風力在幾小時內率先錄得烈風程度的風力。由於韋帕路徑北調並且有可能正面吹襲澳門，氣象局於上午8時表示考慮在上午10時至中午12時改發九號風球，隨後一小時後宣佈會在上午11時改發九號風球，而改發十號風球可能性為中等至較高。在上午10時，氣象局在未發出九號風球前明確表示韋帕會正面吹襲澳門，帶來颶風風力，因此宣佈在下午12時半改發十號風球，並且將會是1999年澳門回歸以來第5次發出十號風球，亦是自1968年有記錄以來發出日期最早的十號風球。氣象局在上午11時發出九號風球，當時韋帕位於氣象局總部之東南約80公里，受到韋帕眼壁影響，四條跨海大橋、九澳持續風力達到烈風程度，而澳門大橋率先錄得暴風。氣象局在下午12時半發出十號風球，當時韋帕位於氣象局總部之東南偏南約60公里，並且預計會在下午維持。在發出十號風球後，四條跨海大橋均錄得烈風或以上風力，其中澳門大橋更在下午1時25分錄得每小時119.2公里的颶風風力。韋帕在下午2時最接近澳門，在氣象局總部之西南偏南約30公里近距離掠過。

#### 風勢回落
由於澳門風力逐漸減弱並且轉吹東南風，氣象局於下午3時表示會在下午5時改發八號東南風球以及藍色風暴潮警告。氣象局在下午5時正改發八號東南風球和藍色風暴潮警告，當時韋帕位於氣象局總部之西南偏西約80公里，而在20日晚間改發三號風球的可能性較高。下午6時，氣象局表示會在晚上9時至11時改發三號風球。晚上8時，氣象局表示會在晚上10時半改發三號風球。氣象局在晚上10時半改發三號風球，並預料會維持一段時間，當時韋帕位於澳門西南偏西約220公里；民防行動中心同步宣佈澳門終止即時預防狀態。氣象局於凌晨5時表示會在早上6時取消所有熱帶氣旋信號。隨著韋帕繼續遠離，氣象局在早上6時取消所有熱帶氣旋信號。

#### 後續影響
海上客運方面，澳門往返深圳蛇口郵輪中心、中山客運口岸的海上客運航線於7月19日至21日全日停航；往返珠海灣仔口岸航線於7月19日傍晚至21日中午停航；往返深圳機場碼頭航線於7月19日至21日全日停航，部分澳門海上遊航線於7月19日至21日停航。往返香港海上客運航線於19日晚上11時至20日晚上11時期間暫停。
航空交通方面，澳門國際機場宣佈會取消約158離澳及抵澳的航班。
陸路出入境口岸方面，來往港珠澳大橋澳門口岸和香港國際機場的海天中轉大樓客車因港珠澳大橋主橋將會在7月20日凌晨2時30分封閉而暫停服務，港珠澳大橋澳門邊檢大樓同時暫停辦理通關手續。凌晨5時，經澳珠兩地口岸管理部門協商一致，自當日早上6時起，臨時關閉關閘、青茂口岸及跨境工業區邊檢大樓。因應澳門於20日上午11時改發九號風球，經澳琴兩地有關部門協商，由20日上午11時起臨時關閉橫琴口岸。下午5時，因應澳門改發八號風球，關閘、青茂口岸、跨境工業區邊檢大樓及橫琴口岸重新開放並恢復通關。7月21日午夜12時，港珠澳大橋及三地口岸恢復通行及通關，港珠澳大橋澳門邊檢大樓重開，港珠澳大橋穿梭巴士同步恢復營運。
澳門旅遊局宣佈於澳門漁人碼頭舉行的澳門國際美食之都嘉年華提前一天於7月19日結束。文化局表示，因應即將發出三號風球，原定於19日下午5時在澳門文化中心黑盒I舉行的節目《寶寶貝多芬》將會取消；而原定當日下午5時於文化中心廣場舉行的《MICAF仔樂園》周末派對亦會取消。文化局於20日下午12時宣佈會取消所有活動。
民防行動中心表示颱風期間錄得163宗事故報告，四間避險中心累計總共有139人使用，並且有5人受傷。7月20日上午11時許，治安警察局接報有兩名中國大陸旅客在嘉樂庇總督大橋行走，警員接報到場後協助兩人返回安全地點，由於兩人違反現場按道路交通規章相關規定設立的禁止行人通行符號，已依法作檢控。7月20日下午，漁翁街天后古廟鄰近自來水廠一側位置出現樹木及平台斜坡出現倒塌，經初步瞭解，懷疑樹木因受颱風吹襲連帶平台塌下，廟宇主體建築未有受損，沒人受傷。

### 中國大陸
國家氣象中心發佈之最高颱風預警信號： 颱風橙色預警信號
國家氣象中心于2025年7月18日早上6时发布台风蓝色预警，僅4小時後即在上午10时提升至台风黄色预警，并預计韦帕會在19日凌晨至上午移入南海北部海面，尔后逐渐向广东中部至海南岛东部一带沿海靠近。为应对华北东北强降雨和台风韦帕带来的影响，中国气象局在7月18日下午5时启动重大气象灾害（暴雨、台风）四级应急响应。隨著韋帕進一步增強及逼近廣東沿岸，國家氣象中心在19日下午6时發佈台风橙色预警，當時韋帕集結在广东省阳江市偏东方约700公里的南海东北部海面上，同日下午4时40分时中国气象局将重大气象灾害（暴雨、台风）应急响应提升为三级。隨著韋帕沿廣西海岸線繼續遠離，國家氣象中心于7月22日下午6时解除所有颱風預警信號。
国家海洋预报台于7月18日下午4时发布海浪黄色警报，19日早上8时发布风暴潮蓝色警报，19日下午4时提升至海浪橙色警报，20日下午4时提升至风暴潮黄色警报，21日下午4时提升至风暴潮橙色警报。隨著韋帕远离廣西北部湾沿岸，7月22日上午8时改发海浪蓝色警报，下午4时解除海浪警报，1小时后即在下午5时风暴潮警报解除。
国家防总7月18日下午6时针对广东、海南启动防汛防台风四级应急响应，并派出工作组赶赴广东协助指导防汛防台风工作，隨著韋帕進一步增強及逼近廣東沿岸，国家防总同国家粮食和物资储备局于19日调拨编织袋20万条以及排水泵、橡皮舟、冲锋舟、照明设备、救生衣等1300余件中央应急抢险救灾物资（防汛抗旱类），同日18时国家防总针对广西启动防汛防台风四级应急响应，20日10时针对广东、海南的防汛防台风应急响应提升至三级。

#### 廣東

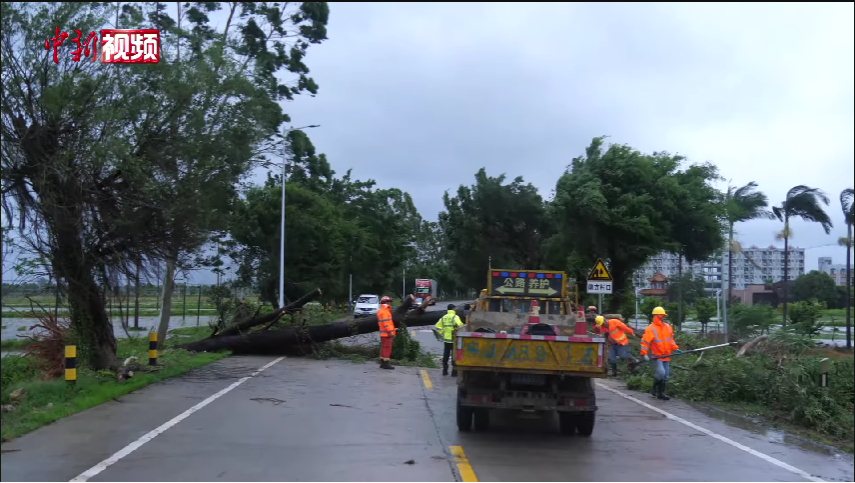
7月20日，江门市一地受韦帕影响有树木倒伏

广东省防汛防旱防风总指挥部已于7月18日下午6时启动防风Ⅳ级应急响应，并要求全省海域务必于7月19日凌晨2时前全面落实防台风“六个百分百”措施，19日上午11时提升至防风Ⅱ级应急响应。隨著韋帕的中心環流逼近廣東，部分地市启动防台风Ⅰ级应急响应并实施“五停”机制，其中珠海市自7月20日3时开始实施；阳江市自7月20日8时开始实施，中山市翠亨新区（南朗街道）、五桂山街道、古镇镇、横栏镇、板芙镇、三乡镇、神湾镇、坦洲镇、大涌镇自7月20日下午开始实施；江门市台山及新会部分地区（大廣海灣經濟區四镇-双水镇、崖门镇、沙堆镇、古井镇）自7月20日上午5时开始实施，恩平部分地区（横陂镇、大槐镇、东成镇、恩城街道）7时开始实施。隨著韋帕逐漸遠離廣東，广东省防汛防旱防风总指挥部已于7月21日11时将防风Ⅱ级应急响应调整为防风Ⅳ级应急响应，22日5时结束防风Ⅳ级应急响应。
交通运输方面，南澳大桥自7月19日晚上8时起封闭；港珠澳大桥自7月19日晚上11时至7月20日上午8时封闭；深中通道自7月20日凌晨0時起封闭；黄茅海跨海通道自7月20日凌晨3时30分起封闭；西部沿海高速公路珠海段、中山段、江门段自7月20日上午11时启动交通管制措施，临时封闭下栅互通至北陡收费站双向路段，沿线收费站只出不进（那洲站、坦洲东站、金台站、珠港站、金门站、崖南站、都斛站、南北站、广海站、上川站、沙栏站、海宴站、汶村站、北陡站）；湛江自7月20日中午12时起，对湛江海湾大桥、东海岛大桥、调顺跨海大桥、南三大桥实施交通管制措施，临时封闭交通；深圳灣公路大橋自7月20日中午12时15分封闭，禁止所有车辆行驶，包括出入境货车，文錦渡口岸、莲塘口岸跨境巴士暂停运营，皇崗口岸除皇巴维持30分钟一班车之外其他线路均已停运，海陵岛大桥自7月20日9时实施交通管制。中国铁路广州局集团停运经广珠城际铁路、珠机城际铁路、深湛铁路运行的所有列车，并对广深港高铁福田至广州南区间、厦深铁路惠东南至深圳北区间、赣深高铁东莞南至深圳北区间运行的部分列车采取限速运行或停运措施，同时深圳站、深圳东站20日8时至15时始发的部分普速旅客列车也将停运，其余部分列车视情况限速运行或停运。广州地铁4号线南沙客运港站至石碁站区间自7月20日上午10时30分起陆续停运，深圳地铁1号线机场东站、后瑞站，11号线碧头站至机场站自7月20日上午11时15分起暂停运营服务。隨著韋帕继续向西偏南方向移动，深中通道自7月20日晚上9时起全线恢复双向通行，西部沿海高速珠海段、中山段自7月21日凌晨0时20分解除封闭，3时全线解封，黄茅海跨海通道自7月21日凌晨3时解除交通管制，湛江自7月21日7时起解除对湛江海湾大桥、东海岛大桥、调顺跨海大桥、南三大桥的交通管制措施。广州地铁4号线南沙客运港站至石碁站区间自7月20日晚上6时40分起恢复运营服务，深圳地铁1号线、11号线已于7月20日16时始全线恢复正常运营服务。
海上客運方面，受台风影响，7月19日下午江门台山山咀港来往川山群岛海上客运航线、汽车渡船将暂停服务；7月19日中山客运口岸香港航线部分航班停航，澳门及深圳机场码头航线全部停航，7月20日全线停航；7月19日至21日广州南沙客运港、琶洲港往返香港中港城、香港国际机场部分航班暂停营运；7月20日至21日，珠海九洲港、香洲港、橫琴客運碼頭往返海島航班全部停航。
公共场所方面，受台风影响，广州市白云山、广州塔、海心桥、莲花山、余荫山房、大夫山森林公园、宝墨园等多个景区于7月20日暂时关闭；深圳市天文台及山海栈道、大梅沙海濱公園于7月18日暂时关闭；惠州市惠东县海龟湾旅游区、巽寮滨海旅游度假区、平海海滨温泉旅游区、好招楼湿地旅游景区等A级景区，以及全县各海滨浴场于7月18日晚上8时起暂停对外开放；珠海市情侣路沿线沙滩、香山云道、香山湖公园、临海公园等公共场所自7月19日上午8时40分起关闭；佛山市五区多个文旅体场所于7月20日起暂时关停。
陸路出入境口岸方面，因應珠海市於7月20日凌晨3時提升颱風預警信號至红色，經珠澳兩地口岸管理部門協商一致，自當天上午6時起，臨時關閉拱北口岸、青茂口岸、珠澳跨境工业区专用口岸；經琴澳兩地有關部門協商，上午11時起臨時關閉橫琴口岸；因應台风“韦帕”已逐渐远离及澳門改發八號東南風球，拱北口岸、青茂口岸、珠澳跨境工业区专用口岸及橫琴口岸於下午5時起恢復通關。深圳市因應香港天文台於7月20日发布十號颶風信號，经深港两地协商，自當天中午12时15分起，深圳湾口岸暂停通关及跨境巴士服务。
7月20日17時50分，「韋帕」在廣東省江门市台山海宴镇沿海登陸，登陸時中心附近最大風力有12級（33公尺/秒），登陸后由台风级减弱为强热带风暴级；同日20時15分，在廣東省阳江市海陵岛沿海再次登陆，登陸時中心附近最大風力有10級（25米/秒） 。

#### 福建
福建省气象局于7月18日上午11时启动重大气象灾害（台风）Ⅳ级应急响应，隨著韋帕逐漸遠離福建，20日10时30分解除重大气象灾害（台风）Ⅳ级应急响应。
海上客運方面，受台风影响，7月19日厦金、泉金、两马、黄马等4条「小三通」客运航线临时停航；东渡客运码头、第一码头、嵩屿客运码头、内厝澳码头各航线自7月19日下午3时40分起停航，轮渡码头至钢琴码头居民航线、三丘田码头游客应急出岛航线将不定时开航，直至20日早上7时10分起厦鼓轮渡全线复航。

#### 海南
海南省气象局于7月18日下午3时20分发布台风四级预警（海上），19日上午11时，海南省农业农村厅、海南省气象局联合发布晚稻暴雨洪涝灾害风险预警（高风险），同日下午4时，海南省水务厅、海南省气象局于联合发布黄色山洪灾害气象风险预警；1小時後即在下午5时，海南省自然资源和规划厅、海南省气象局联合发布地质灾害气象风险预警。隨著韋帕進一步增強，海南省气象局于7月20日上午8时将台风预警提升至三级，1小時後即在上午9时，海南省水务厅和海南省气象局将山洪灾害气象风险预警提升至橙色。隨著韋帕遠離海南，海南省气象局于7月22日11时40分解除台风四级预警。
海南省防灾减灾救灾委员已于7月18日下午3时30分启动海上防台风Ⅳ级应急响应，19日下午3时30分启动防汛防风Ⅳ级应急响应，海上防台风响应行动并入防汛防风应急响应行动同步执行。隨著韋帕逼近海南，20日上午8时30分将应急响应提升至防汛防风Ⅲ级。

#### 廣西
广西壮族自治区防汛抗旱指挥部于7月19日18时启动自治区防台风四级应急响应。

### 越南
7月21日，广宁省云屯国际机场和海防市吉碑国际机场关闭。清化省出現洪水和山体滑坡。

### 泰國
7月20日，受韦帕影響，泰国普吉岛和甲米府出現暴风雨，造成两名中国游客死亡。

## 熱帶氣旋警告使用紀錄

### 菲律賓
| 菲律賓大氣地球物理及天文服務管理局 風暴信號 | 菲律賓大氣地球物理及天文服務管理局 風暴信號 | 菲律賓大氣地球物理及天文服務管理局 風暴信號 |
| ------------------------------------------- | ------------------------------------------- | ------------------------------------------- |
| 上一熱帶氣旋                                | 一號風暴信號                                | 下一熱帶氣旋                                |
| 颱風丹娜絲                                  | 一號風暴信號                                | 颱風竹節草                                  |
| 超強颱風萬宜                                | 二號風暴信號                                | 颱風竹節草                                  |

### 中國大陸
| 國家氣象中心 颱風預警信號 | 國家氣象中心 颱風預警信號 | 國家氣象中心 颱風預警信號 |
| ------------------------- | ------------------------- | ------------------------- |
| 上一熱帶氣旋              | 颱風藍色預警信號          | 下一熱帶氣旋              |
| 強颱風丹娜絲              | 颱風藍色預警信號          | 熱帶風暴范斯高            |
| 強颱風丹娜絲              | 颱風黃色預警信號          | 強熱帶風暴竹節草          |
| 颱風蝴蝶                  | 颱風橙色預警信號          | 強颱風楊柳                |

### 臺灣
| 交通部中央氣象署 颱風警報 | 交通部中央氣象署 颱風警報 | 交通部中央氣象署 颱風警報 |
| ------------------------- | ------------------------- | ------------------------- |
| 上一熱帶氣旋              | 海上颱風警報              | 下一熱帶氣旋              |
| 中度颱風丹娜絲            | 海上颱風警報              | 中度颱風楊柳              |

### 香港
| 香港天文台 熱帶氣旋警告信號 | 香港天文台 熱帶氣旋警告信號 | 香港天文台 熱帶氣旋警告信號 |
| --------------------------- | --------------------------- | --------------------------- |
| 上一熱帶氣旋                | 一號戒備信號                | 下一熱帶氣旋                |
| 強颱風丹娜絲                | 一號戒備信號                | 強颱風楊柳                  |
| 強烈熱帶風暴蝴蝶            | 三號強風信號                |                             |
| 颱風桃芝                    | 八號東北烈風或暴風信號      |                             |
| 超強颱風蘇拉                | 八號東南烈風或暴風信號      |                             |
| 強颱風小犬                  | 九號烈風或暴風風力增強信號  |                             |
| 超強颱風蘇拉                | 十號颶風信號                |                             |

### 澳門
| 地球物理氣象局 熱帶氣旋信號 | 地球物理氣象局 熱帶氣旋信號 | 地球物理氣象局 熱帶氣旋信號 |
| --------------------------- | --------------------------- | --------------------------- |
| 上一熱帶氣旋                | 一號風球                    | 下一熱帶氣旋                |
| 颱風丹娜絲                  | 一號風球                    | 強颱風楊柳                  |
| 颱風蝴蝶                    | 三號風球                    | 熱帶低氣壓                  |
| 超強颱風摩羯                | 八號東北風球                |                             |
| 超強颱風蘇拉                | 八號東南風球                |                             |
| 超強颱風蘇拉                | 九號風球                    |                             |
| 超強颱風蘇拉                | 十號風球                    |                             |

| 上一次 原因：超強颱風摩羯 （2024年9月5日至6日） | 澳門即時預防狀態 2025-07-20 04:00－23:30 | 最近一次 |

## 外部連結
| 太平洋颱風季             |
| 主題頁 - 專題 - 編輯指南 |

- （英文）颱風2000：各氣象部門對韋帕的預測路徑集合
- （日語）日本氣象廳首頁 （页面存档备份，存于）
- （英文）聯合颱風警報中心首頁 （页面存档备份，存于）
- （简体中文）國家氣象中心首頁 （页面存档备份，存于）
- （繁體中文）臺灣中央氣象署首頁 （页面存档备份，存于）
- （繁體中文）香港天文台首頁 （页面存档备份，存于）、實時天氣稿（7月16日－17日－18日－19日－20日－21日－22日－23日）
- （繁體中文）澳門地球物理氣象局首頁 （页面存档备份，存于）
- （英文）菲律賓大氣地球物理和天文管理局首頁 （页面存档备份，存于）
- （英文）菲律賓大氣地球物理和天文管理局 惡劣天氣公告 （页面存档备份，存于）

1. ↑  . 广州日报新花城 (广州). 2025-07-20  [2025-07-20] （中文（中国大陆））.